# Anne Barron
Anne Barron ist eine irische Sprachwissenschaftlerin. Sie ist seit 2011 Professorin für Englische Sprachwissenschaft an der Leuphana Universität Lüneburg.

## Leben
Anne Barron studierte von 1990 bis 1996 Germanistik und Internationale Betriebswirtschaftslehre am University College Dublin. Im Jahr 2001 erfolgte ihre Promotion in Sprachlehrforschung an der Universität Hamburg. Ihre Dissertation wurde 2003 mit dem Titel „Acquisition in interlanguage pragmatics: How to do things with words in a study abroad context“ veröffentlicht und stellt die erste Monografie zur pragmatischen Entwicklung von Fremdsprachlernenden während ihres Auslandsaufenthaltes dar. Ihre Habilitation in der Englischen Sprachwissenschaft erfolgte 2010 an der Rheinischen Friedrich-Wilhelms-Universität Bonn.
Von 1998 bis 2009 war sie an der Rheinischen Friedrich-Wilhelms-Universität Bonn tätig. Im Jahr 2010 wurde sie Professorin für Englische Sprachwissenschaft an der Universität Bayreuth und nahm kurz darauf einen Ruf an die Leuphana Universität Lüneburg an.
An der Leuphana Universität leitete sie von 2011 bis 2015 das Sprachenzentrum.
Zusammen mit Klaus P. Schneider entwickelte sie das Gebiet der Variationspragmatik. Anne Barron ist Mitherausgeberin der Serie Studies in Pragmatics und assoziierte Herausgeberin der Fachzeitschrift Applied Pragmatics.

## Forschungsschwerpunkte
- Pragmatik
- Variationspragmatik
- Sprachlehr- und -lernforschung
- Zweitspracherwerb
- Korpuslinguistik
- Englische Varietäten (Irish English)

## Publikationen (Auswahl)

### Bücher
- Acquisition in Interlanguage Pragmatics: Learning How to do Things with Words in a Study Abroad Context. John Benjamins, 2003.
- mit Klaus P. Schneider: The Pragmatics of Irish English. Walter de Gruyter, 2005.
- als Hrsg. mit Klaus P. Schneider: Variational Pragmatics: A Focus on Regional Varieties in Pluricentric Languages. John Benjamins, 2008.
- Public Information Messages: A Contrastive Genre Analysis of State-Citizen Communication. John Benjamins, 2012.

### Aufsätze
- Interlanguage pragmatics: From use to acquisition to second language pedagogy. In: Language Teaching, 45(1), 44–63, 2012.
- Developing pragmatic competence using EFL textbooks: Focus on requests. In: Literacy Information and Computer Education Journal (LICEJ), 7(1), 2172–2179, 2016.
- Using corpus-linguistic methods to track longitudinal development: Routine apologies in the study abroad context. In: Journal of Pragmatics, 146, 87–105, 2019.
- Responses to Thanks in Ireland, England and Canada: A Variational Pragmatic Perspective. In: Corpus Pragmatics, 6(2), 127–153, 2022.